# فن برازيلي

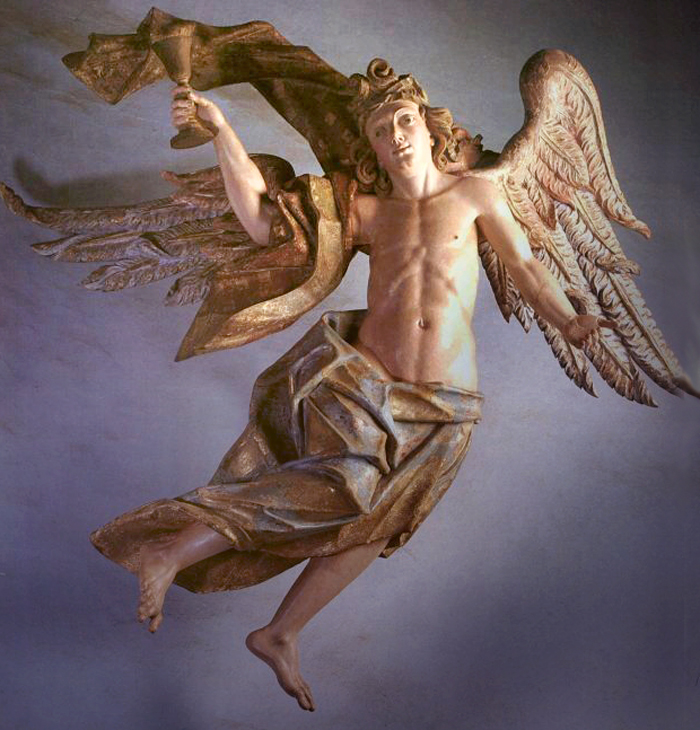
ملاك العاطفة، حوالي 1799 م.

يبدأ صنع الفن في المنطقة الجغرافية المعروفة الآن بالبرازيل مع أول تسجيلات السكن البشري فيها. أنتج السكان الأصليون في الأرض، أي هنود العصر ما قبل الكولومبي، أشكالًا مختلفة من الفن؛ فقد تركت ثقافات معينة مثل ماراجوارا الفخار المطلي المعقّد. استُعمرت هذه المنطقة في القرن السادس عشر من قبل البرتغال، وأُعطيت اسمها الحديث البرازيل. عادة ما يستخدم الفن البرازيلي كمصطلح عام في الفن الذي أنشئ في هذه المنطقة بعد الاستعمار البرتغالي.

## نبذة تاريخية

### تقاليد العصر ما قبل الكولومبي
أقدم فن معروف في البرازيل هو لوحات الكهوف في حديقة سيرا دا كابيفارا الوطنية في ولاية بياوي، التي يرجع تاريخها إلى القرن 13000 قبل الميلاد. عُثر على أمثلة أحدث في ميناس جيرايس وغوياس، تبين الأنماط الهندسية والأشكال الحيوانية.
من أكثر أنواع القطع الأثرية تطوراً في العصر ما قبل الكولومبي الموجودة في البرازيل، فن الفخار الماراجوارى المعقّد (من القرن 800-1400 ميلادي)، من الثقافات المزدهرة في جزيرة ماراجو وحول منطقة سانتاريم، وهي مزينة بالطلاء والنقوش البشرية والحيوانية المعقدة. تنتمي أيضًا إلى هذه الثقافات، التماثيل وأشياء العبادة، مثل التمائم الصغيرة بالحجارة والتي تسمى مويراكويتس. أنتجت ثقافات مينا وبيربيري، من مارانهاو وباهيا، فخارًا وتماثيلًا مثيرة للاهتمام على الرغم من بساطتها.
في بداية القرن الحادي والعشرين، لا تزال التقاليد الهندية القديمة المتمثلة في طلاء الجسم، والفخار، والتماثيل الدينية، وفن الريش يستثمر من قبل الشعوب الهندية الباقية.

### الباروك
أول الفنانين الغربيين النشطين في البرازيل هم كهنة الروم الكاثوليك الذين جاءوا من البرتغال «لتثقيف» الهنود. لعب اليسوعيون دورًا مهمًا في هذه العملية، إذ درّست مؤسساتهم التبشيرية العديدة المسماة «ريدكشنز» الدين من خلال الفن في شكل مسرحيات مقدسة، وموسيقى، وتماثيل، ورسم. كان خوسيه دي أنشيتا أول كاتب مسرحي مهم؛ أنتج أغوستينهو دي جيسوس وأغوستينهو دا بياديد أول منحوتات معروفة؛ قام كل من بيلكيور باولو، جواو فيليبي بيتندورف، ريكاردو دو بيلار، وقليل آخرون باللوحات الأولى؛ بينما بدأ فرانسيسكو دي فاكاس وبيدرو دي فونسيكا تنظيم الحياة الموسيقية للمستعمرة الوليدة. كان باسيليو دا جاما وغريغوريو دي ماتوس أول شعراء العلمانيين. كلهم عملوا تحت تأثير الباروك، النمط السائد في البرازيل حتى أوائل القرن التاسع عشر.
خلال القرنين السابع عشر والثامن عشر ازدهر الفن الباروكي مع زيادة الثراء والحرفية، وخاصة في باهيا وبرنامبوكو على طول الساحل وفي بعض المناطق الداخلية، إذ وصل إلى أعلى مستويات الأصالة في ولاية ميناس جيرايس، حيث كانت حمى الذهب تنمي مجتمعًا محليًا ثريًا وثقافيًا. في ميناس عاش أعظم فناني باروك البرازيل: الرسام مانويل دا كوستا أتايد والنحات المعماري أليجدينيو. كانت ميناس أيضًا مهدًا لمدرسة الموسيقى والآداب الكلاسيكية الجديدة، إذ شارك الملحنون لوبو دي ميسكويتا وفرانسيسكو جوميز دا روشا، والشعراء توماس أنطونيو غونزاغا وكلوديو مانويل دا كوستا.

### القرن التاسع عشر: الكلاسيكية الجديدة، الرومانسية، الواقعية
نشر حدث واحد في القرن التاسع عشر بذور التجديد الكامل للفنون البصرية البرازيلية: وصول البعثة الفنية الفرنسية في عام 1816، والتي عززت بقوة النمط الكلاسيكي الحديث، الذي لم يسبق أن شوهد في البرازيل إلا في محاولات خجولة. اقترح يواكيم ليبرتون، زعيمها، إنشاء أكاديمية للفنون الجميلة، أُعيدت هيكلتها لاحقًا لتصبح الأكاديمية الملكية للفنون الجميلة. كانت الأكاديمية المركز الأكثر أهمية للفنون البصرية خلال القرن التاسع عشر تقريبًا. فرضت مفهومًا جديدًا للتعليم الفني وكانت أساسًا لثورة في الرسم والنحت والعمارة والفنون الرسومية والحرف البرازيلية. بعد بضعة عقود، برعاية شخصية من الإمبراطور بيدرو الثاني، الذي اندمج في مشروع وطني طموح للتحديث، وصلت الأكاديمية عصرها الذهبي، وتعزيز ظهور الجيل الأول من الرسامين الرومانسيين. أنتج فيكتور ميرليس وبيدرو أميريكو، من بين آخرين، رموزًا بصرية دائمة للهوية الوطنية. لا بد من القول إن الرومانسية في البرازيل اتخذت شكلًا غريبًا، ولم تظهر الدراما الساحرة أو الخيال أو العنف أو الاهتمام بالموت والغرابة الشائعة في النسخة الأوروبية، وبسبب طبيعتها الأكاديمية والقومية تم تجنب كل التجاوزات.
في الوقت نفسه، تطور الأدب نحو مدرسة رومانسية -قومية مع أعمال كاسيميرو دي أبريو ومانويل أنتونيو دي ألميدا. في عام 1850 تقريبًا، بدأ التحول، الذي تركز على ألفاريس دي أزيفيدو، الذي تأثر بشعر اللورد بايرون. هذا الجيل الثاني من الرومانسيين كان مهووسًا بالأخلاق والموت، وبعد ذلك بوقت قصير، يمكن العثور على التعليقات الاجتماعية في الأدب، وكلاهما لم يشاهد في الفنون البصرية. كتب أنتونيو كاسترو ألفيس عن فظائع العبودية، وأُنقذ الهنود المضطهدين من خلال الفن من قبل شعراء وروائيين مثل أنتونيو غونسالفيس دياس وخوسيه دي ألينكار. اجتمعت هذه الاتجاهات في واحد من أهم الإنجازات في العصر الرومانسي في البرازيل: إنشاء هوية وطنية برازيلية على أساس الأصل الهندي والبيئة الطبيعية الغنية في البلاد.
في الموسيقى، لم ينتج في القرن التاسع عشر سوى ملحنين من المواهب البارزة: الملحن المقدس الكلاسيكي الجديد خوسيه موريسيو نونيس غارسيا، لفترة من الوقت مدير الموسيقى في المحكمة، وبعد ذلك، الأوبرالي الرومانسيي كارلوس غوميز، أول موسيقي برازيلي يفوز بإشادة دولية.
في أواخر القرن التاسع عشر، تعرّف الفن البرازيلي على الواقعية. انتشرت أوصاف الطبيعة وشعوب المناطق البرازيلية المتنوعة بالإضافة إلى الرومانسيات النفسية مع جواو سيموس لوبيز نيتو، وألوسيو أزيفيدو، وإقليدس دا كونها، وقبل الجميع، ماشادو دي أسيس، في حين أن ألميدا جونيور، وبيدرو وينغارتنر وأوسكار بيريرا دا سيلفا، وغيره من الرسامين الواقعيين يصوّر الأنواع الشعبية والألوان المميزة وضوء المشهد البرازيلي.

## معرض صور

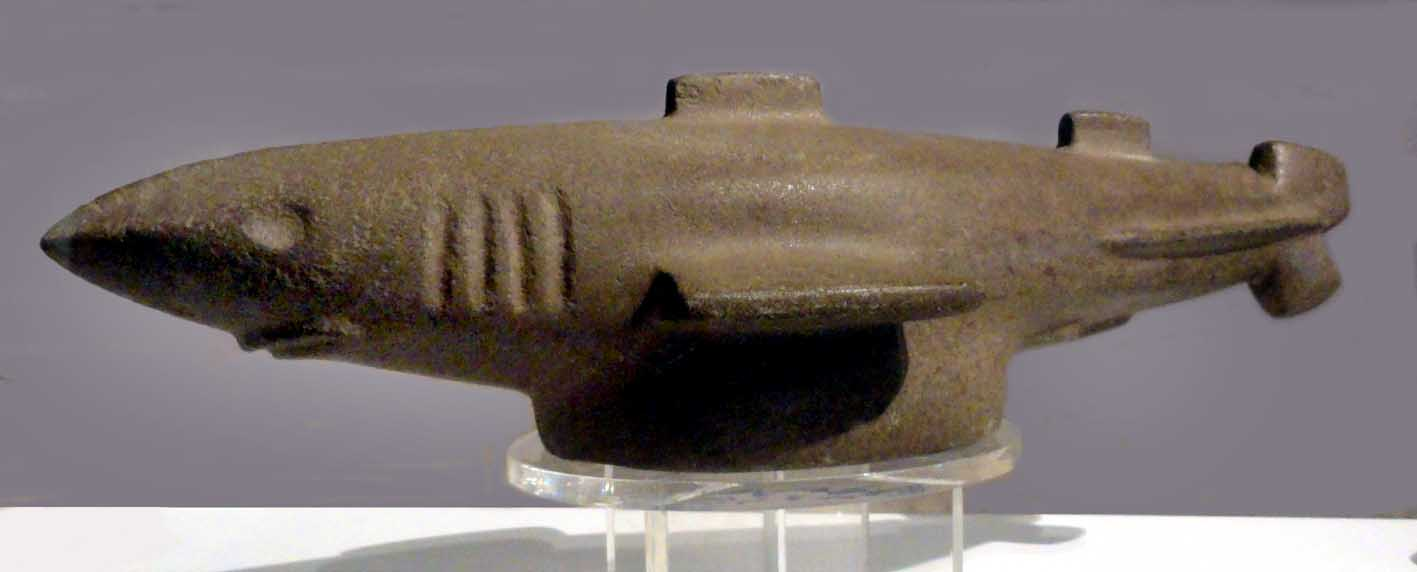
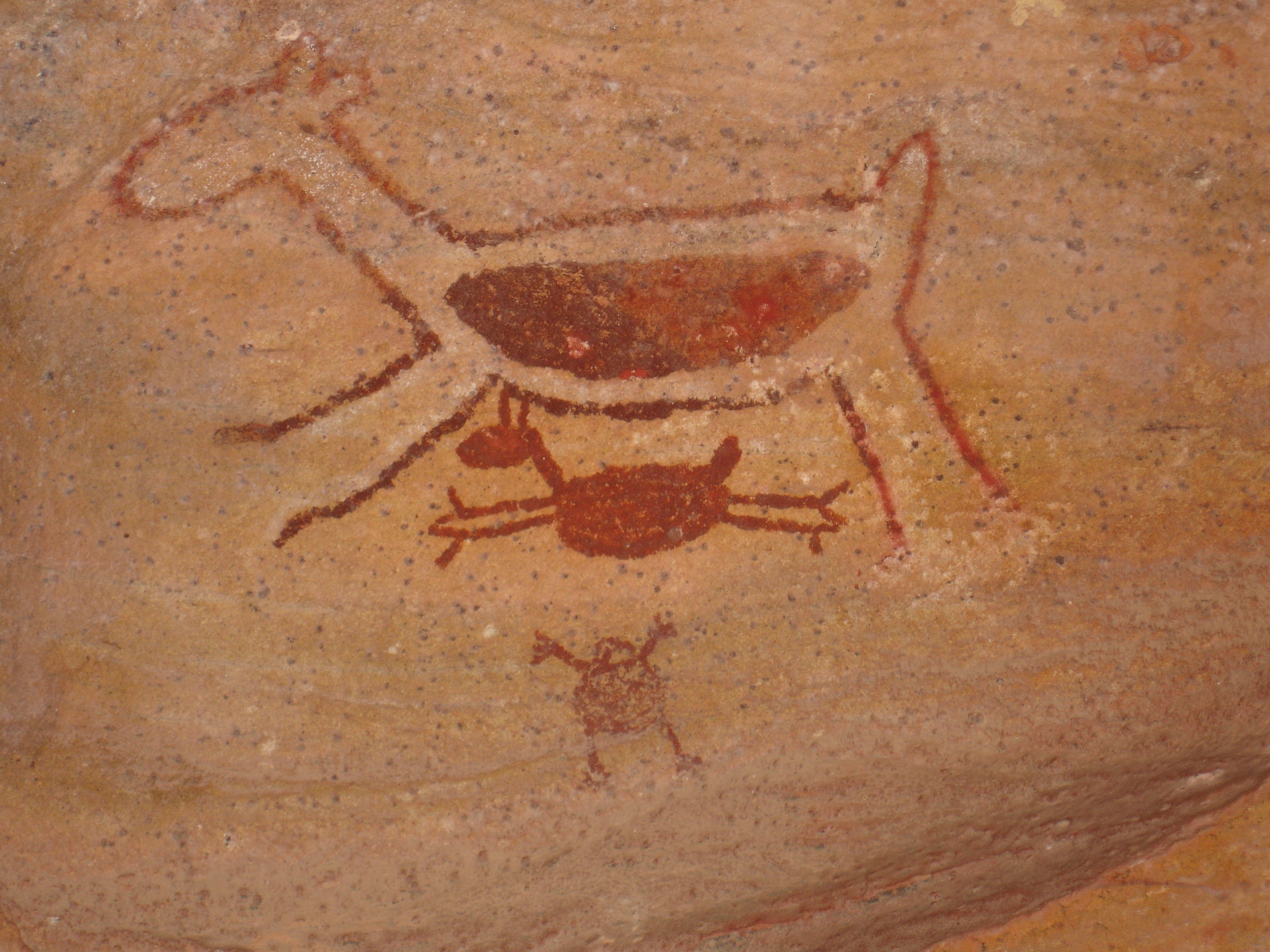
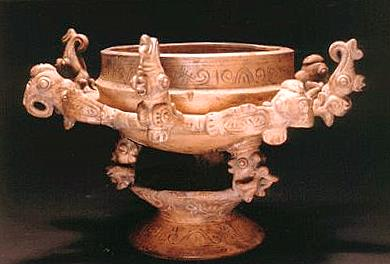
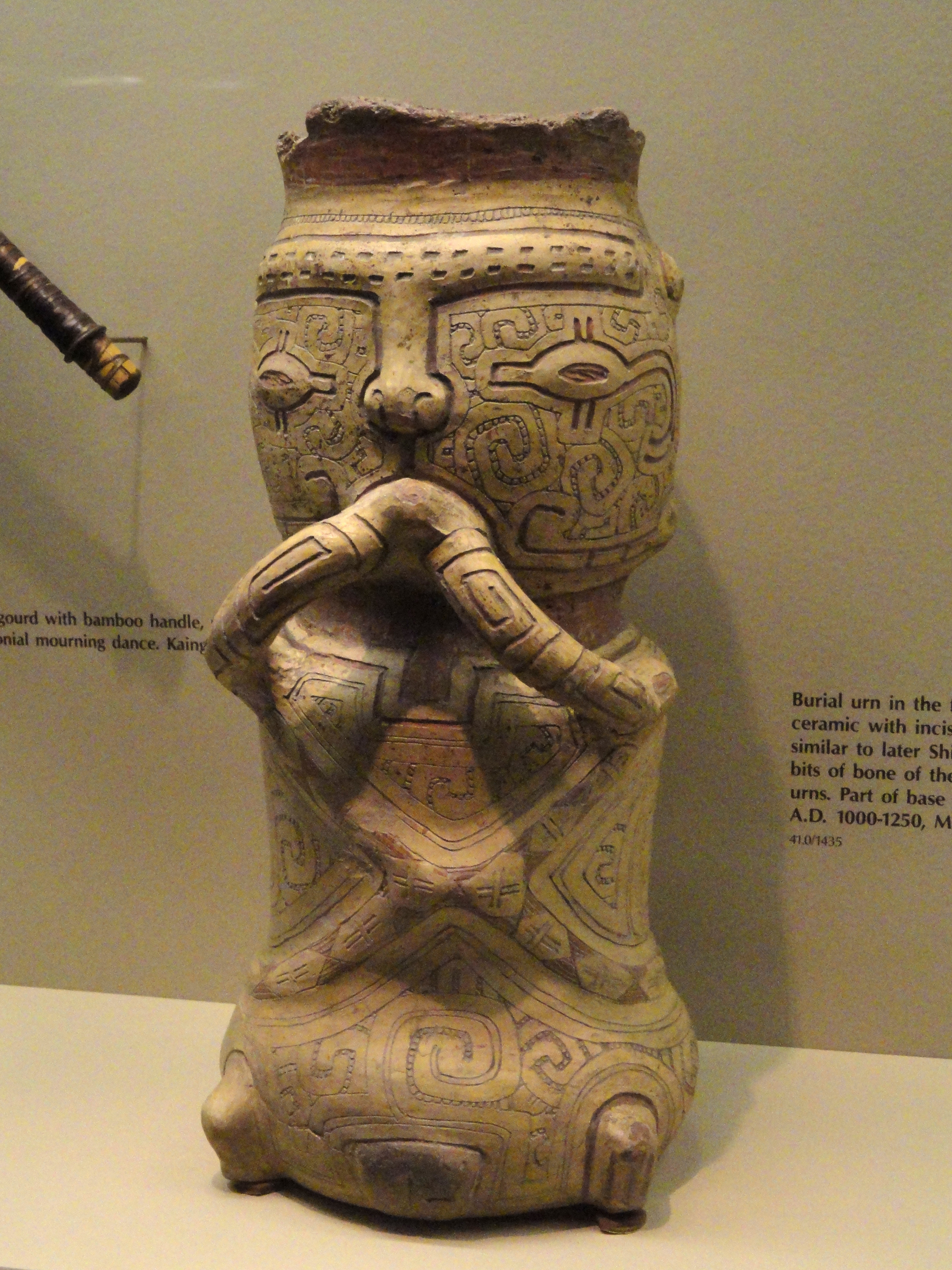